# Vlag van Skye
De vlag van Skye is de vlag van het Schotse eiland Skye. Hoewel Skye in het verleden onofficiële vlaggen had, waaronder de populaire "Bratach nan Daoine" (Vlag van het volk) die de Cuillins in hemelsblauw tegen een witte lucht voorstelde als symbool voor de Gaelische taal, de strijd om het land en de feeënvlag van Dunvegan, kreeg het eiland in augustus 2020 zijn eerste officiële vlag "Bratach an Eilein" (De vlag van Skye), goedgekeurd door de Lord Lyon na een openbare stemming. Het ontwerp van Calum Alasdair Munro weerspiegelt het Gaelische erfgoed van het eiland, het Vikingerfgoed en de geschiedenis van Flora MacDonald. De vlag heeft een geel schip in het kanton en er zijn vijf roeispanen die de vijf gebieden van Skye vertegenwoordigen: Trotternish, Waternish, Duirinish, Minginish en Sleat. Geel staat voor de MacLeods en blauw voor de MacDonalds of de MacKinnons.